# Angelababy
Dương Dĩnh (楊穎, sinh ngày 28 tháng 2 năm 1989) với nghệ danh Angelababy (tiếng Anh: Angela Yeung Wing) là một nữ diễn viên, người mẫu Hồng Kông và Trung Quốc đại lục, từng tham gia diễn xuất trong một số phim điện ảnh nổi tiếng Ma thổi đèn - Tầm Long Quyết, Địch Nhân Kiệt chi Thần Đô Long Vương, Ngày độc lập: Tái chiến (Independence Day 2), Yêu em từ cái nhìn đầu tiên (Love 020)... cùng một số phim dài tập Vân Trung Ca, Ma Thiên Đại Lâu, Phong Khởi Lũng Tây... Năm 2014, danh tiếng của cô được biết đến rộng rãi sau khi làm khách mời cố định trong chương trình truyền hình thực tế Running Brothers phiên bản tại Trung Quốc. Trong danh sách người nổi tiếng Trung Quốc của Forbes phát hành năm 2019, Angelababy xếp thứ 14.

## Nghệ danh
Tên thật của Angelababy là Dương Dĩnh. Nghệ danh là sự pha trộn giữa tên tiếng Anh "Angela" và biệt danh "Baby". Bởi vì các bạn cùng lớp của cô thấy tên Angela khó đọc, thêm vào đó cô còn được gọi là "em bé mập" (Baby Fat), nên tất cả mọi người gọi là Baby. Thời gian làm công việc chủ trì tiết mục trên kênh Disney Hồng Kông, cô đã sử dụng tên Angela, nhưng sau đó không muốn mọi người nhầm lẫn tên của mình, vì vậy đã sử dụng tên ghép "Angelababy".
Tuy nhiên, tên này đã được các độc giả của Chiết Giang Metropolis Express đặt câu hỏi, nói rằng phương tiện truyền thông Trung Quốc nên lưu ý tên tiếng Trung của cô khi các bài báo, tin tức liên quan đến Angelababy. Sự kiện ngay lập tức gây ra rất nhiều cuộc thảo luận. Theo tình hình sử dụng hiện nay, các phương tiện truyền thông Trung Quốc, Nhân dân Nhật báo và Tân Hoa Xã sử dụng tên tiếng Trung "Dương Dĩnh" và các phương tiện truyền thông khác sử dụng tên tiếng Anh.
Người phụ trách của Uỷ ban Công tác Ngôn ngữ và Nhân vật Quốc gia Trung Quốc cho biết, báo đài truyền hình và đài phát thanh phải sử dụng phương pháp dịch thuật đối với từ vựng tiếng nước ngoài sang tiếng Trung Quốc, còn các tên riêng bằng tiếng Anh không thể xuất hiện trực tiếp. Nhưng lại không có quy định cứng nhắc đối với các tin tức giải trí. Ngoài ra, theo thông báo do Tổng cục Báo chí và Xuất bản cũ đưa ra, tất cả các loại ấn phẩm như báo, sách, sản phẩm nghe nhìn, sách điện tử và Internet đều bị cấm xuất hiện bằng tiếng nước ngoài bao gồm các từ tiếng Anh hoặc chữ viết tắt.

## Tiểu sử
Dương Dĩnh sinh ngày 28 tháng 2 năm 1989 tại Phố Đông, Thượng Hải có cha là người Hồng Kông gốc Đức có tổ tiên tại Hamburg và mẹ là người Trung Quốc bản địa. Cha cô làm công việc kinh doanh quần áo ở Thượng Hải. Với ảnh hưởng từ cha mình, cô bắt đầu yêu thích thời trang khi còn nhỏ. Cô còn có một người em trai tên là Dương Phàm (杨帆), nhỏ hơn cô 7 tuổi.
Năm 13 tuổi, cô chuyển đến Thái Bình, từ lớp 10 (S3) đến lớp 12 (S7) học tại trường trung học Notre Dame College (獻主會聖母院書院). Cô bắt đầu vào nghề người mẫu năm 14 tuổi, đồng nghiệp với đàn chị Hùng Đại Lâm.
Angelababy cho biết các bạn cùng lớp đã gửi ảnh của cô đến Tạp chí Yes! nổi tiếng tại Hồng Kông vào thời điểm đó, được người quản lý La Chí (羅致) mời ký hợp đồng.. Thời gian này cô đang làm người chủ trì chương trình Disney Viviclub và quay một số phim truyền hình và phát thanh Hồng Kông, trong đó có phim truyền hình Sư tử sơn hạ (獅子山下) năm 2006.
Năm 14 tuổi, Angelababy chính thức bước chân vào con đường người mẫu và ký kết hợp đồng độc quyền với hai tờ tạp chí của Nhật Bản Ray và Dear, lúc bấy giờ cô theo đuổi hình ảnh ngọt ngào, trẻ trung hiện đại. Tuy nhiên, phải đến khi xuất hiện trong MV của Châu Kiệt Luân nữ diễn viên mới được mọi người biết đến và có nhiều hoạt động thời trang hơn
Năm 2015, Huỳnh Hiểu Minh và Angelababy quyết định về chung 1 nhà sau 6 năm hẹn hò với 1 đám cưới xa hoa nhất bậc nhất Cbiz. Đến năm 2017, Bọt Biển – con trai đầu lòng của Huỳnh Hiểu Minh và Angelababy ra đời
Thời điểm cận Tết 2022, cặp đôi Huỳnh Hiểu Minh - Angela Baby tuyên bố ly hôn khiến cả thế giới ngỡ ngàng

## Sự nghiệp

### Người mẫu
Năm 2003, Angelababy bước chân vào giới người mẫu tuổi teen, trở thành người mẫu độc quyền của 2 tạp chí "Ray" và "Dear", ngoài ra cô còn tham gia rất nhiều các sàn diễn thời trang và tạp chí.
Vào tháng 12 năm 2005, cô là vũ công biểu diễn trên sân khấu thuộc tour lưu diễn "07-08 World Tour Hong Kong Station" của nam ca sĩ Châu Kiệt Luân.
Ngày 1 tháng 5 năm 2006, công ty quản lý Style International Management Ltd. Hồng Kông cùng hãng đĩa Avex Nhật Bản đưa ra thông báo chung, Avex sẽ là đơn vị quản lý các hoạt động của Angelababy tại Nhật Bản. Sau năm 2006, lĩnh vực hoạt động chuyển sang Trung Quốc đại lục, chủ yếu là phim điện ảnh. Năm 2008, Angelababy tham gia các chương trình thời trang tại Hồng Kông như "Tôi là một người mẫu."
Tháng 5 năm 2009, sang Nhật Bản quay MV âm nhạc ca khúc "从恋之予感开始" single của ban nhạc Remioromen. Ngày 27 tháng 7 năm 2009, cô tham gia "Fashion's Night Out" diễn ra tại Tokyo.
Tháng 3 năn 2010, Angelababy trong trang phục Kimono tham gia show diễn thời trang mùa xuân Tokyo Girls Collection; ngày 24 tháng 4 cô đến Okinawa, Nhật Bản để tham gia chương trình thời trang Tanjokyo Girls Collection.
Tháng 5 năm 2010, cô nhận lời mời của Huỳnh Hiểu Minh góp mặt MV âm nhạc Không Thể nhưng MV cuối cùng không ra mắt do lo ngại sự phản đối của người hâm mộ.
Vào tháng 6 năm 2012, chính thức ký hợp đồng với Hoa Nghị huynh đệ, công ty quản lý nổi tiếng của Trung Quốc và thành lập một phòng làm việc độc lập. Cộng đồng người hâm mộ của Angelababy lấy tên là "Dương Gia Tướng" và khẩu hiệu là "Dương gia đại tướng, như dĩnh tuỳ hành". Vào tháng 4 năm 2019, họ đã phát hành một bài hát không chính thức, có tên "Hỷ lạc như ý".
Ngoài ra, Angelababy còn là cổ đông và chủ sở hữu của nhà hàng Baby Cafe (chi nhánh Đồn Môn và Vượng Giác) và tiệm làm móng (美甲店) đều tại Hồng Kông.
Vào ngày 17 tháng 6 năm 2015, quỹ đầu tư mạo hiểm AB Capital đã được thành lập và cùng ngày, công bố đầu tư của các doanh nghiệp thương mại điện tử xuyên biên giới và thương hiệu đồ uống HeyJuice.
Trang TC Candler đã chọn Angelababy là vị trí thứ 83 trong "100 khuôn mặt đẹp nhất thế giới" năm 2016. Cùng năm, Angelababy và Huỳnh Hiểu Minh, cùng nhau quyên góp 16,85 triệu nhân dân tệ dưới danh nghĩa của cả hai và được xếp hạng trong top 100 trong Danh sách từ thiện của tờ Hồ Nhuận năm 2016.
Vào ngày 1 tháng 2 năm 2018, Angelababy đã được trao tặng danh hiệu Đại sứ hữu nghị VisitBritain của Văn phòng du lịch Anh tại Đại sứ quán Anh ở Bắc Kinh, danh hiệu đại sứ khuyến khích quảng bá văn hoá và giáo dục của Vương quốc Anh, trong chuyến thăm của Thủ tướng Anh Theresa May tại Trung Quốc.

### Diễn xuất
- Vào năm 2007, Angelababy lần đầu tiên xuất hiện trên màn ảnh, là khách mời trong bộ phim Phá Sự Nhi của đạo diễn Bành Hạo Tường.
- Tháng 6 năm 2009, cô tham gia diễn xuất trong phim ngắn thuộc thể loại hài lãng mạn, "Ái Tử Đa Tình"; tháng 10, cô và nhiều nghệ sĩ tham gia bộ phim cổ trang hài "Hoa Điền Hỷ Sự"[26].
- Tháng 7 năm 2010, phim chiếu mạng có tên Luyến Ái Đối Bạch được phát sóng hạn chế. Bộ phim được khán giả theo dõi trên trang mạng xã hội Twitter; những lượt ý kiến được chọn với hashtag #tweetlovestory sẽ phải hoàn thiện những đoạn lời thoại bị khuyết của Angelababy.[27]; cùng năm cô cũng tham gia lồng tiếng cho phiên bản 3D của phim hoạt hình Người đẹp tóc mây của Disney chiếu rạp tại Trung Quốc.[28]
- Năm 2011, Angelababy cùng với nam diễn viên Triệu Hựu Đình, Hoàng Bột, Quan Dĩnh tham gian trong phim điện ảnh hành động Đặc Vụ Kim Cương[29]; tháng 2, cô cùng bạn diễn là nam diễn viên Tỉnh Bách Nhiên, Quách Phú Thành, Lưu Nhược Anh hợp tác trong phim điện ảnh hài lãng mạn Toàn thành nhiệt luyến[30]; tháng 9 cùng năm, phim điện ảnh Ngày Hè Vui Vẻ ra mắt và đây là vai nữ chính đầu tay của cô[31], cùng thời gian cô cũng trình bày ca khúc Bottom of the Heart, nhạc phim điện ảnh Ngày Hè Vui Vẻ với Lâm Tuấn Kiệt.[32]
- Năm 2016, Angelababy giành được giải thưởng Nữ diễn viên phụ xuất sắc nhất tại lễ trao giải Bách Hoa nằm trong khuôn khổ LHP Bách Hoa - Kim Kê với vai diễn Đinh Tư Điềm trong phim Ma Thổi Đèn - Tầm Long Quyết.

## Đời tư
Năm 2005, Angelababy 16 tuổi và ca sĩ Hồng Kông 20 tuổi Trần Vỹ Đình bắt đầu hẹn hò sau khi hợp tác dẫn một chương trình thiếu nhi Disney Hồng Kông. Sau đó, vào đầu năm 2010, Trần Vỹ Đình xác nhận cả hai người đã chia tay, mối tình sau 4 năm đã kết thúc.
Tháng 2 năm 2014, nam diễn viên Huỳnh Hiểu Minh bất ngờ xuất hiện trên một chiếc Lamborghini và tặng chiếc xe thể thao làm quà sinh nhật cho Angelababy vào ngày sinh nhật cô. Hai người nắm tay nhau và công khai hẹn hò được 4 năm 
Ngày 27 tháng 5 năm 2015, Huỳnh Hiểu Minh và Angelababy đã đăng ảnh giấy chứng nhận kết hôn trên mạng xã hội Weibo, xác nhận đã đăng ký kết hôn.
Ngày 8 tháng 10 năm 2015, đám cưới đã được tổ chức tại Trung tâm triển lãm Thượng Hải.
Vào ngày họp báo của chương trình Vương bài đối vương bài có sự tham gia của Huỳnh Hiểu Minh vào tháng 9 năm 2016, anh lần đầu tiên xác nhận Angelababy có thai. Vào ngày 8 tháng 10 năm 2016, Angelababy đã đăng bài viết trên trang cá nhân Weibo, chính thức thông báo mang thai. Ngày 18 tháng 1 năm 2017, cô sinh con trai đầu lòng tại bệnh viện Adventist Hồng Kông, em bé có biệt danh là Tiểu Hải Miên (bọt biển nhỏ).
Ngày 28 tháng 1 năm 2022 Huỳnh Hiểu Minh và Angelababy chính thức tuyên bố ly hôn, kết thúc cuộc hôn nhân kéo dài 7 năm.

## Phim tham gia

### Phim điện ảnh
| Năm  | Tên gốc                      | Tên                                   | Vai                     | Ghi chú                                                               |
| ---- | ---------------------------- | ------------------------------------- | ----------------------- | --------------------------------------------------------------------- |
| 2007 | 破事儿                       | Phá Sự Nhi                            | Đức Nhã                 |                                                                       |
| 2009 | 矮仔多情                     | Ái Tử Đa Tình                         | Angel                   |                                                                       |
| 2010 | 全城热恋                     | Toàn Thành Nhiệt Luyến                | Tiểu Kì                 |                                                                       |
| 2010 | 花田囍事2010                 | Hoa Điền Hỷ Sự                        | Di Châu công chúa       |                                                                       |
| 2011 | 全球热恋                     | Toàn Cầu Nhiệt Luyến                  | Tiểu Muội Hoàng Mẫu Đơn |                                                                       |
| 2011 | 夏日乐悠悠                   | Ngày Hè Vui Vẻ                        | Hạ Mễ                   | cùng Bành Vu Yến                                                      |
| 2011 | 最强囍事                     | Tối Cường Hỷ Sự                       | Better                  |                                                                       |
| 2011 | 建党伟业                     | Kiến Đảng Vĩ Nghiệp                   | Tiểu Phụng Tiên         |                                                                       |
| 2012 | 痞子英雄首部曲：全面开战     | Đặc Vụ Kim Cương                      | Phạm Ninh               |                                                                       |
| 2012 | 桃姐                         | Đào Tỷ                                | Angelababy              | Khách mời                                                             |
| 2012 | 第一次                       | Lần Đầu Tiên                          | Tống Thi Kiều           |                                                                       |
| 2012 | 太极1从零开始                | Thái Cực Quyền: Level Zero            | Trần Ngọc Nương         |                                                                       |
| 2012 | 太极2英雄崛起                | Thái Cực Quyền: Anh Hùng Bá Đạo       | Trần Ngọc Nương         |                                                                       |
| 2013 | 在一起                       | Bên Nhau                              | Lý Thắng Nam            |                                                                       |
| 2013 | 一场风花雪月的事             | Chuyện Phong Hoa Tuyết Nguyệt         | Lữ Nguyệt Nguyệt        |                                                                       |
| 2013 | 狄仁杰之神都龙王             | Địch Nhân Kiệt: Rồng biển trỗi dậy    | Ngân Duệ Cơ             |                                                                       |
| 2014 | 失恋急让                     | Temporary Family                      | Lữ Uyển Sính (A Hắc)    |                                                                       |
| 2014 | 黄飞鸿之英雄有梦             | Hoàng Phi Hồng: Bí ẩn một huyền thoại | Tâm Lan (Lục Tiểu Hoa)  |                                                                       |
| 2014 | 微爱之渐入佳境               | Love On The Cloud                     | Trần Tây                |                                                                       |
| 2015 | 新娘大作战                   | Cô Dâu Đại Chiến                      | Hà Tĩnh                 |                                                                       |
| 2015 | 奔跑吧！兄弟                 | Running Man                           | Angelababy              |                                                                       |
| 2015 | 何以笙箫默                   | Bên Nhau Trọn Đời                     | Hà Dĩ Mai               |                                                                       |
| 2015 | Hitman: Agent 47             | Sát thủ: Mật danh 47                  | Diana                   | Vai nhỏ                                                               |
| 2015 | 寻龙诀                       | Ma Thổi Đèn - Tầm Long Quyết          | Đinh Tư Điềm            | Nữ diễn viên phụ xuất sắc nhất tại Giải Bách Hoa thứ 33               |
| 2016 | 谋杀似水年华                 | Mưu Sát Tuổi Xuân                     | Điền Tiểu Mạch          | [ 39 ]                                                                |
| 2016 | Independence Day: Resurgence | Ngày độc lập: Tái chiến               | Rain Lao                |                                                                       |
| 2016 | 封神传奇                     | Phong Thần Bảng                       | Lam Điệp                | cùng Hướng Tá, Phạm Băng Băng, Huỳnh Hiểu Minh,...                    |
| 2016 | 摆渡人                       | Người Lái Đò                          | Tiểu Ngọc               | cùng Lương Triều Vỹ, Kim Thành Vũ                                     |
| 2016 | 微微一笑很倾城               | Yêu Em Từ Cái Nhìn Đầu Tiên           | Bối Vy Vy               | cùng Tỉnh Bách Nhiên, Lý Thấm, Lý Hiện,...                            |
| 2019 | 中国机长                     | Cơ trưởng Trung Quốc                  | Tiếp viên hàng không    | Đặc biệt diễn xuất                                                    |
| 2020 | 明天你是否依然爱我           | Liệu Ngày Mai Anh Có Còn Yêu Em       | Triệu Hy Mạ             | chiếu tại Trung Quốc, Thái Lan, Hàn Quốc, Úc, Bắc Mỹ, UK, New Zealand |

### Phim truyền hình
| Năm phát sóng | Tên gốc          | Tên                                            | Vai                | Ghi chú                                                                         |
| ------------- | ---------------- | ---------------------------------------------- | ------------------ | ------------------------------------------------------------------------------- |
| 2004          | 天下无敌         | Thiên Hạ Vô Địch                               |                    |                                                                                 |
| 2006          | 狮子山下         | Sư Tử Sơn Hạ                                   | Sinh viên Tiểu Huệ | Phần:Cúc Đời Xương (菊帶霜)                                                     |
| 2010          | 恋するセリフ     |                                                |                    |                                                                                 |
| 2015          | 大汉情缘之云中歌 | Đại Hán Tình Duyên: Vân Trung Ca               | Vân Ca             |                                                                                 |
| 2017          | 孤芳不自赏       | Cô Phương Bất Tự Thưởng                        | Bạch Sính Đình     |                                                                                 |
| 2018          | 创业时代         | Thời Đại Lập Nghiệp                            | Na Lam             |                                                                                 |
| 2019          | 我的真朋友       | Người Bạn Thật Sự Của Tôi                      | Trình Chân Chân    | Cùng Đặng Luân, Chu Nhất Long                                                   |
| 2020          | 摩天大楼         | Ma Thiên Đại Lâu                               | Chung Mỹ Bảo       | Đặc biệt diễn xuất                                                              |
| 2021          | 理想照耀中国     | Bát Muội [series Lý tưởng Soi Sáng Trung Quốc] | cô giáo Đồng Anh   | Chiếu 2 đài Hồ Nam, Đông Phương; rating xếp thứ 3 so với toàn series ở mỗi đài. |
| 2022          | 爱情应该有的样子 | Dáng Hình Tình Yêu                             | Doãn Diệc Khả      | Cùng Lại Quán Lâm                                                               |
| 2022          | 风起陇西         | Phong Khởi Lũng Tây                            | Liễu Oánh          | Cùng Trần Khôn, Bạch Vũ, Tôn Di                                                 |
| 2023          | 暮色心约         | Mộ Sắc Tâm Ước                                 | Lưu Hà             | Cùng Nhậm Gia Luân                                                              |
| 2025          | 相思令           | Tương Tư Lệnh                                  | Quân Ỷ La          | Cùng Tống Uy Long                                                               |

### Microfilm
| Thời Gian | Tựa phim                                   | Vai           | Hợp Tác                                  | Đội Ngủ Sản Xuất                        |                                |
| --------- | ------------------------------------------ | ------------- | ---------------------------------------- | --------------------------------------- | ------------------------------ |
| 2011      | Song Thành Ký                              |               | Dư Văn Nhạc                              | Đạo diễn: Trần Quốc Huy                 | Audi Q3 micro film             |
| 2012      | WECHAT have been in the best micro-channel |               |                                          |                                         | Khách mời đặc biệt             |
| 2013-7-15 | Thùy Thị Nhĩ Đích Thái 2013                | Nhạc công chủ | Trương Quốc Lập, Hoàng Bột, La Chí Tường | Đạo diễn: Vi Chính Biên Kịch: Uông Viễn | Khoai Tây Lay. Tổng cộng 5 tập |

### Network drama
| Thời Gian | Tựa Phim          | Hợp Tác                    | Đội Ngủ Sản Xuất                                 | Ghi Chú                                            |
| --------- | ----------------- | -------------------------- | ------------------------------------------------ | -------------------------------------------------- |
| 2010-7-30 | Luyến Ái Đối Bạch | Kôhei Ikegami, Eguchi, Ono | Đạo diễn: Kensaku Kakimoto Kịch bản: Iwasaki Aya | Phim Ngắn Network Series Nhật Bản, tổng cộng 4 tập |

## Chương trình truyền hình
| Năm phát sóng đầu tiên                            | Kênh phát sóng   | Tên chương trình                               | Ghi chú |
| ------------------------------------------------- | ---------------- | ---------------------------------------------- | --- |
| 2004                                              |                  | Thiên đường Disney Hồng Kông Viva! Club Disney | Chủ trì tiết mục                                                                                             |
| Tháng 12 năm 2008                                 |                  | I'm. Modèle                                    | Dẫn chương trình, cùng với siêu mẫu Zhou Wenqi                                                               |
| Ngày 5 tháng 4 năm 2009                           | TVB              | Beautiful Cooking mùa 2                        | Người chơi                                                                                                   |
| Kể từ năm 2014                                    | Kênh Chiết Giang | Keep Running                                   | Người chơi cố định (Từ mùa 1 đến mùa 4, từ tập 8 của mùa 5 đến hết mùa 10 và 2 Mùa đặc biệt - Sông Hoàng Hà) |
| Ngày 2 tháng 5 năm 2015                           | Đài Hồ Nam       | Happy Camp                                     | Tuyên truyền phim Bên nhau trọn đời                                                                          |
| Ngày 6 tháng 6 năm 2015                           | Đài Hồ Nam       | Happy Camp                                     | |
| Ngày 5 tháng 12 năm 2015                          | Đài Hồ Nam       | Happy Camp                                     | |
| Ngày 29 tháng 1 năm 2016                          | Kênh Chiết Giang | Vương bài đối vương bài                        | |
| Ngày 13 tháng 8 năm 2016, ngày 20 tháng 8         | Đài Hồ Nam       | Happy Camp                                     | |
| Ngày 15 tháng 7 năm 2017                          | Đài Hồ Nam       | Happy Camp                                     | |
| 2018                                              | iQiyi            | Người Máy Tranh Bá                             | |
| 30 tháng 6 đến 6 tháng 7 năm 2018                 | Đài Hồ Nam       | Hướng về cuộc sống mùa 2                       | |
| Ngày 27 tháng 11 năm 2018-ngày 1 tháng 1 năm 2019 | Sina Weibo       | KHÔNG CHỈ CÓ MẶT AB                            | |
| Ngày 30 tháng 1 năm 2019                          | CCTV Migu Video  | Gala xuân vãn                                  | |
| Ngày 19 tháng 4 năm 2019                          | Kênh Chiết Giang | Vương bài đối vương bài mùa 4                  | |
| Ngày 22 tháng 10 năm 2019                         | Tencent          | Cuộc gặp ngẫu nhiên mùa 2                      | |
| Ngày 10 tháng 1 năm 2020                          | Beijing TV       | Làm mới Cố cung mùa 2                          | |
| Ngày 10 tháng 4 năm 2020                          | Kênh Chiết Giang | Vương bài đối vương bài mùa 5                  | |
| Từ ngày 18 tháng 4 năm 2020 đến nay               | Đài Hồ Nam       | Xảo Thủ Thần Thám                              | Người dẫn cố định                                                                                            |
| Từ ngày 17 tháng 10 năm 2020 đến nay              | iQiyi            | Tân tinh xuyên chiều                           | Cố vấn |
| 2021                                              | Tencent          | Heart signal 4                                 | Trinh thám cố định                                                                                           |

## Âm nhạc

### Ca khúc
- 2010: Beauty Survivor
- 2011：Love Never Stops
- 2011：Everyday's a Beautiful Story
- 2011：TRIPOD BABY 〔收錄於m-fluor TRIBUTE〕
- 2011: The Heart Of The Sea (song ca với Lâm Tuấn Kiệt]]
- 2011：Say Goodbye
- 2012：Keep Smilling
- 2015：Lục La Quần
- 2019：Tuyết Hoa Phúc (hát cùng Dương Tông Vĩ)
- 2019：Phi
- 2019：Con Đường Hoa Phượng Hoàng Nở (hát cùng Hồ Hạ, Vương Ngạn Lâm)

### Tham gia MV
- Trần Vỹ Đình：Thiên vạn thiếu niên
- Remioromen： 恋の予感から
- Remioromen    ：Hoa điểu phong nguyệt
- Lâm Tuấn Kiệt：可惜沒如果, vì Lâm Tuân Kiệt tham gia Running Brothers nên Angelababy hứa sẽ tham gia quay MV này.

## Sách ảnh
- 2008：Album ảnh LOVE Angelababy (nhiếp ảnh gia：CK,Mikocokiki (Quách Bích Kỳ)) [43]
- 2009：Ảnh kỹ thuật số LOVE Angelababy Album
- 2009：Miss Angelababy [44]
- 2010：Paradise (Angelababy寫真集) [45]
- 2010：Angelababy Fashion Mook 時尚特刊 [46]

## Thiết kế sản phẩm
- 2010：Angelababy Boxset (thiệp Giáng sinh) [47]
- 2015：Meitu Mobile M4 (tham gia thiết kế chính và tư vấn sản phẩm) [48]
- 2017: Fendi Angelababy Peekaboo bag, thiết kế nằm trong chiến dịch Peekaboo của Fendi. Toàn bộ lợi nhuận từ thiết kế này được gửi tặng Quỹ Trẻ em và Thanh thiếu niên Trung Quốc (China Children and Teenager's Fund)[49]

## Giải thưởng
| Điện ảnh và Truyền hình | Điện ảnh và Truyền hình                                          | Điện ảnh và Truyền hình                                 | Điện ảnh và Truyền hình            | Điện ảnh và Truyền hình | Điện ảnh và Truyền hình |
| Năm                     | Giải thưởng                                                      | Hạng mục                                                | Tác phẩm                           | Kết quả                 | Tham khảo               |
| ----------------------- | ---------------------------------------------------------------- | ------------------------------------------------------- | ---------------------------------- | ----------------------- | ----------------------- |
| 7/2013                  | Hiệp Hội Quay Phim Hồng Kông                                     | Nữ diễn viên có đôi mắt hấp dẫn nhất                    |                                    | Đoạt giải               |                         |
| 8/2013                  | Giải thưởng Điện ảnh truyền thông Trung Quốc lần thứ 13          | Nữ diễn viên được theo dõi nhiều nhất - Lần Đầu Tiên    |                                    | Đoạt giải               |                         |
| 12/2013                 | LHP quốc tế Trung Quốc tại London lần thứ 1                      | Nữ diễn viên xuất sắc nhất                              | Phong Hoa Tuyết Nguyệt             | Đề cử                   |                         |
| 5/2014                  | LHP sinh viên Bắc Kinh lần thứ 21                                | Nữ diễn viên nổi tiếng nhất                             | Địch Nhân Kiệt: Rồng Biển Trỗi Dậy | Đoạt giải               |                         |
| 10/2014                 | Giải thưởng Điện ảnh tuyền thông Trung Quốc lần thứ 14           | Nữ diễn viên được theo dõi nhiều nhất                   | Địch Nhân Kiệt: Rồng Biển Trỗi Dậy | Đề cử                   |                         |
| 5/2016                  | Giải Hoa Đỉnh lần thứ 19                                         | Nữ diễn viên xuất sắc nhất thể loại cổ trang            | Vân Trung Ca                       | Đề cử                   |                         |
| 9/2016                  | Giải Bách Hoa lần thứ 33                                         | Nữ diễn viên phụ xuất sắc nhất                          | Ma Thổi Đèn - Tầm Long Quyết       | Đoạt giải               |                         |
| 11/2016                 | LHP Điện ảnh quốc tế Macao lần thứ 8                             | Nữ diễn viên xuất sắc nhất                              | Giết Chết Tuổi Xuân                | Đề cử                   | [ 50 ]                  |
| Giải thưởng khác        |                                                                  |                                                         |                                    |                         |                         |
| 2011                    | Beijing News China                                               | 50 người đẹp nhất - Vẻ Đẹp Thanh Xuân                   | —                                  | Đoạt giải               |                         |
| 2012                    | United Nations Issue                                             | Phụ Nữ Đột Phá Của Năm                                  | —                                  | Đoạt giải               |                         |
| 2012                    | Liên hoan Âm nhạc Châu Á                                         | Phong cách Thảm Đỏ                                      | —                                  | Đoạt giải               |                         |
| 2012                    | Bảng Năng Lực Thời Trang                                         | To lead the social climate of public figures            | —                                  | Đoạt giải               |                         |
| 2013                    | BAZAAR JEWELRY 2013 - Đại tiệc trang sức kiêm hoạt động từ thiện | Thiết kế của năm                                        | —                                  | Đoạt giải               |                         |
| 2013                    | Giải Hoa Đỉnh                                                    | Nữ diễn viên Trung Quốc được truyền thông chào đón nhất | —                                  | Đoạt giải               |                         |
| 2013                    | E! News                                                          | Top 10 Nhân vật Phong cách Nhất Giới Giải Trí 2012      | —                                  | Đoạt giải               |                         |
| 12/2014                 | Đêm Iqiyi 2015                                                   | Thần tượng toàn năng châu Á                             | —                                  | Đoạt giải               |                         |
| 1/2015                  | Đêm Weibo lần thứ 12                                             | Nữ Thần Của Năm                                         | —                                  | Đoạt giải               |                         |
| 12/2015                 | Đêm Iqiyi 2016                                                   | Bước nhảy vọt                                           | —                                  | Đoạt giải               |                         |
| 1/2016                  | Đêm Weibo 2015                                                   | Nhân vật Công Chúng                                     | —                                  | Vinh Danh               | [ 51 ]                  |

### Forbes China Celebrity 100
| Năm  | Hạng | Ref.          |
| ---- | ---- | ------------- |
| 2011 | 88   | [ 52 ] [ 53 ] |
| 2012 | 100  | [ 54 ] [ 55 ] |
| 2013 | 54   | [ 56 ]        |
| 2014 | 55   | [ 57 ]        |
| 2015 | 12   | [ 58 ] [ 59 ] |
| 2017 | 8    | [ 60 ]        |
| 2019 | 14   | [ 61 ]        |
| 2020 | 16   | [ 62 ]        |